# Сербан
Серба́н (фр. Serbannes) — коммуна во Франции, находится в регионе Овернь. Департамент коммуны — Алье. Входит в состав кантона Эскюроль. Округ коммуны — Виши.
Код INSEE коммуны — 03271.

## Население
Население коммуны на 2008 год составляло 723 человека.
| 1962 | 1968 | 1975 | 1982 | 1990 | 1999 | 2008 |
| ---- | ---- | ---- | ---- | ---- | ---- | ---- |
| 500  | 527  | 536  | 650  | 757  | 689  | 723  |

## Экономика
В 2007 году среди 481 человек в трудоспособном возрасте (15—64 лет) 331 были экономически активными, 150 — неактивными (показатель активности — 68,8 %, в 1999 году было 71,8 %). Из 331 активных работали 300 человек (152 мужчины и 148 женщин), безработных было 31 (15 мужчин и 16 женщин). Среди 150 неактивных 35 человек были учениками или студентами, 81 — пенсионерами, 34 были неактивными по другим причинам.

## Достопримечательности
- Церковь XIX века